# Советская площадь (Ржев)
 Советская площадь (до 1919 г. Большая Торговая площадь) — центральная (главная) площадь города Ржева Тверской области. В основе имеет прямоугольную форму. Зажата между улицами Бехтерева (с севера) и Александра Фролова (с юга).
Расположена на левом берегу реки Волги и представляет собой большой сквер, разбитый пополам главной аллеей, с южной стороны которой в 1938 году был установлен грандиозный памятник В. И. Ленину с трибуной для проведения демонстраций.
Ниже памятника обустроена обширная площадка, на которой в советское время и сейчас проводятся митинги и демонстрации.

## История и название

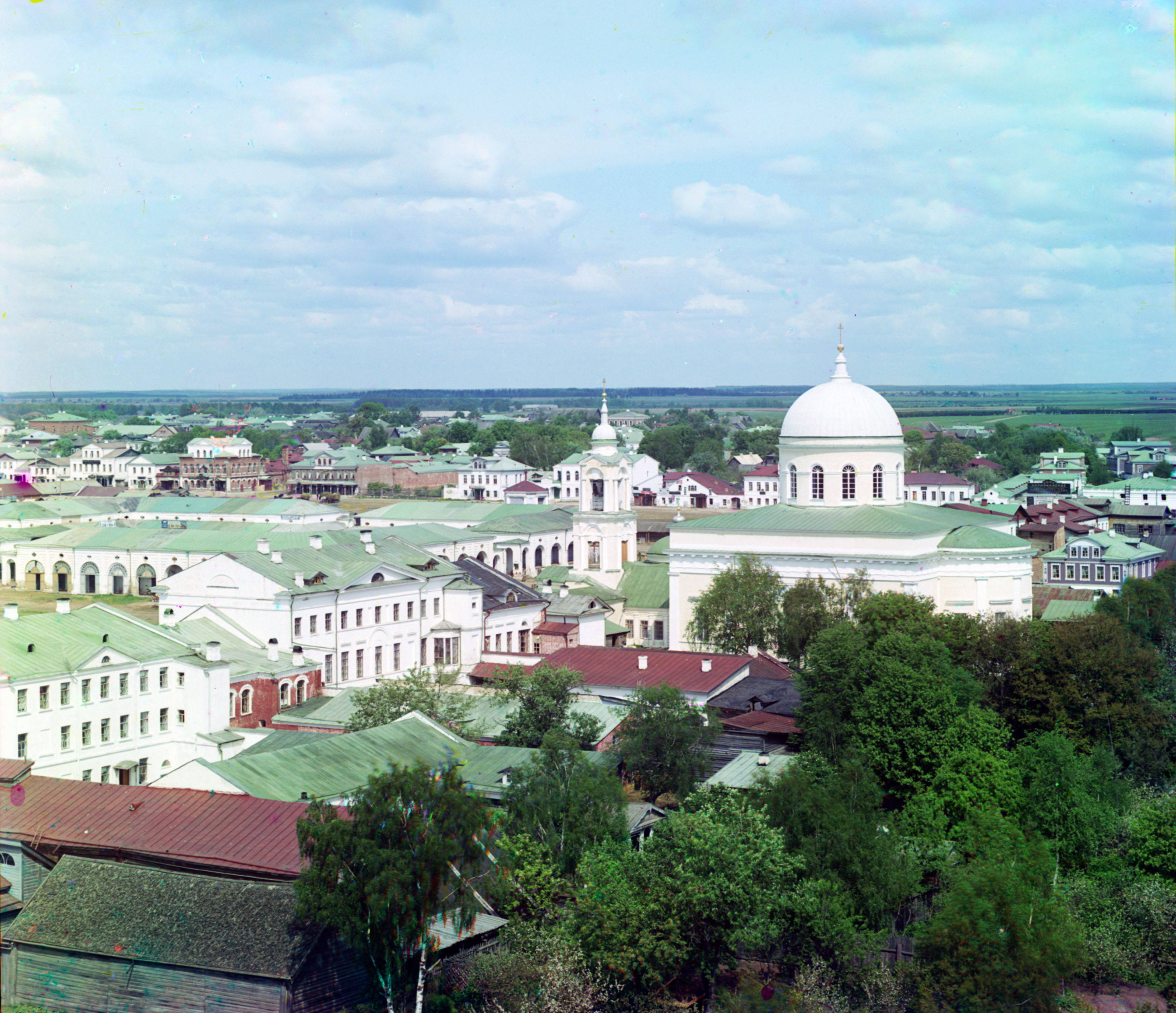
Вид в сторону Большой торговой площади с колокольни Успенского собора на фотографии С. М. Прокудина-Горского сделанной в 1910 году. Справа собор Рождества Христова, слева вдали Гостиный двор.

До революции 1917 года площадь называлась — Большой торговой, потому как, являлась большой (главной) торговой точкой города.
Площадь отчасти была вымощена булыжником. Вдоль площади располагались купеческие особняки, многочисленные торговые лавки и ряды, по углам находились православные церкви: Благовещенская, Ильинская, Покровская, Никольская, чуть дальше Успенский собор с колокольней. С восточной стороны к площади примыкал собор Рождества Христова. Этот крупный ампирный храм, вероятно разрушенный во время войны, был построен в 1847 году и располагался на месте современного дома № 8 по Советской улице.
В восточной части площади располагался сквер, который по диагонали пересекала аллея, ведущая к городской управе. Красивейшее здание управы, с двумя башнями, являющееся одной из доминант дореволюционного Ржева, также не дожило до наших дней.
Самым крупным по площади сооружением Большой торговой по праву являлся Гостиный двор, располагавшийся в центре площади и занимавший почти всю территорию прямоугольного сквера современной Советской площади.
В 1927 году московские архитекторы А. Иваницкий и В. Критюк решили, что Ржеву нужна центральная площадь, которая выполняла бы общественную и административную функции. В связи с этим площадь получила новое название, в честь власти Советов — Советская.

Памятник В. И. Ленину

Для организации новой площади были снесены торговые ряды, а заодно старинная Никольская церковь. На этом месте должны были возвести дом советов, но из-за недостатка средств, ограничились только памятником Ленину, возведенным в 1938 году.

## Застройка
По периметру площадь застроена жилыми, социальными и административными зданиями. С севера четырёхэтажные «хрущёвки», первые этажи которых пестрят магазинами и закусочными. Между ними, прямо напротив главной аллеи, размещается парк аттракционов.
Южная сторона площади отчасти сохранила дореволюционную застройку, разбавленную кинотеатром «Октябрь», построенным перед самой Великой Отечественной войной.
С запада на площадь смотрит центральный почтамт, с востока бывшее здание Горкома (ныне детская поликлиника). Оба здания построены в стиле советского монументального классицизма.
На юго-востоке, через улицу Александра Фролова (ранее Карла Маркса), к площади примыкает Парк имени В. В. Грацинского с аллеей Героев Советского Союза — участников Ржевской битвы, открытой в 2008 году. Аллея представляет собой асфальтную дорожку, проложенную по берегу Волги, от здания федерального казначейства (бывший банкирский дом братьев Рябушинских) до пешеходного мостика на «Курган Славы», к обелиску воинам погибшим при освобождении Ржева.
Вдоль аллеи располагаются гранитные столбики с именами Героев Советского союза — участников Ржевской битвы: Г. К. Жукова, И. С. Конева, Д. Д. Лелюшенко, П. Г. Чанчибадзе, А. И. Покрышкина и других.
Среди военных памятников в парке можно также отметить: памятник-обелиск первому ржевскому военкому В. В. Грацинскому, со следами пуль Великой Отечественной войны, памятник (пушка) героям-артиллеристам и памятную стелу подпольной комсомольской организации, уничтоженной фашистами в годы оккупации города.

Памятник военкому В. В. Грацинскому

В 2010 году, по случаю присвоения городу Ржеву почётного звания «Город воинской славы», на центральной площадке (слева от памятника Ленину) была установлена типовая стела, аналогичная стелам установленным в других городах, удостоенных того же звания.
Примечательно что стела установлена на месте виселицы, где в годы оккупации города (1941—1943) фашисты казнили советских граждан, не желавших мириться с оккупационным режимом.
Советская площадь является общественным центром города.
Благодаря её близости к «Кургану Славы», живописным волжским берегам и скверам, наличию множества памятников героям и событиям войны, площадь стала местом патриотического воспитания молодёжи, семейного отдыха горожан и активным туристическим центром, куда съезжаются туристы и командированные со всех уголков страны и мира.

### Здания и объекты инфраструктуры

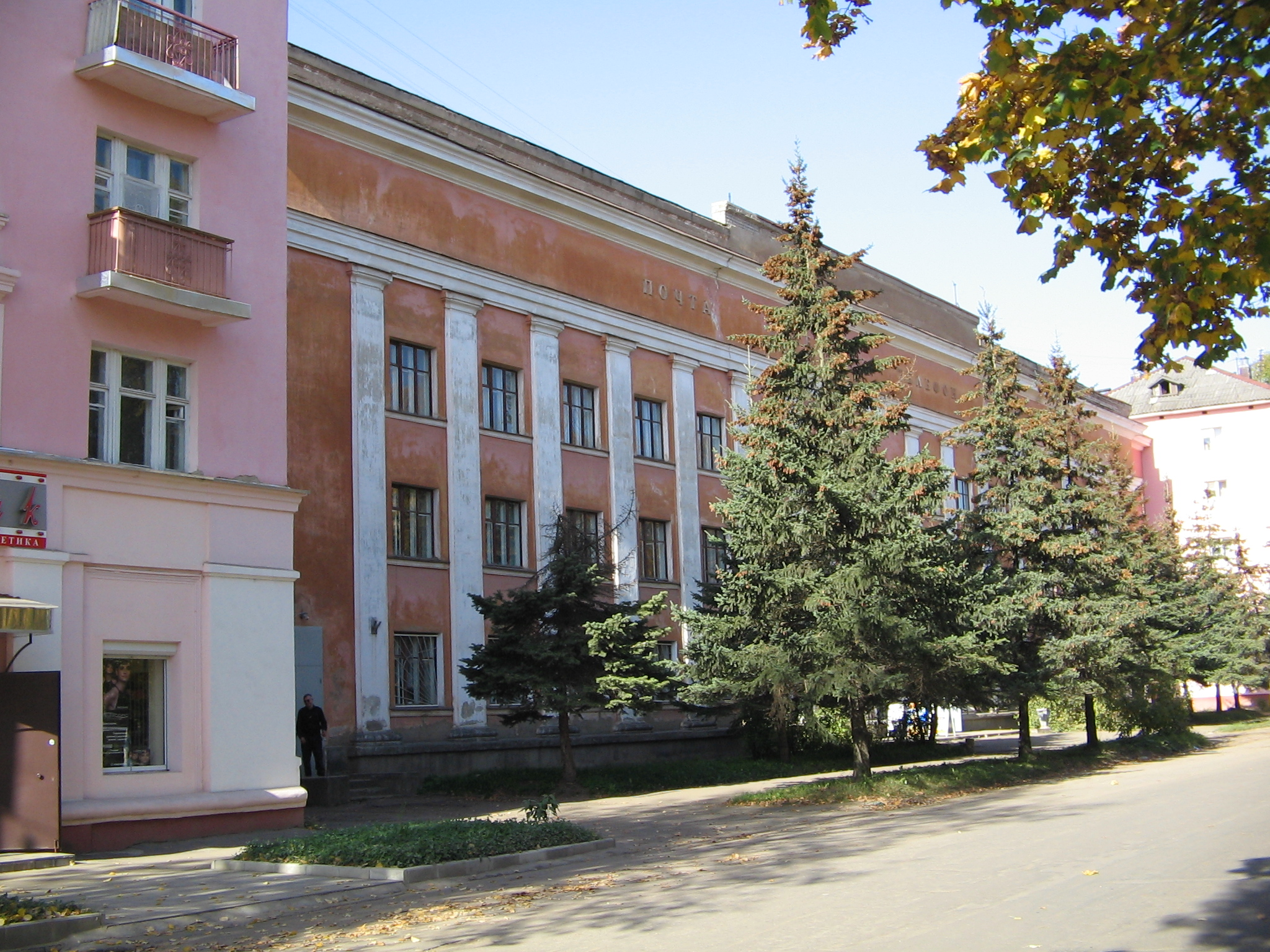
Здание Ржевского почтамта

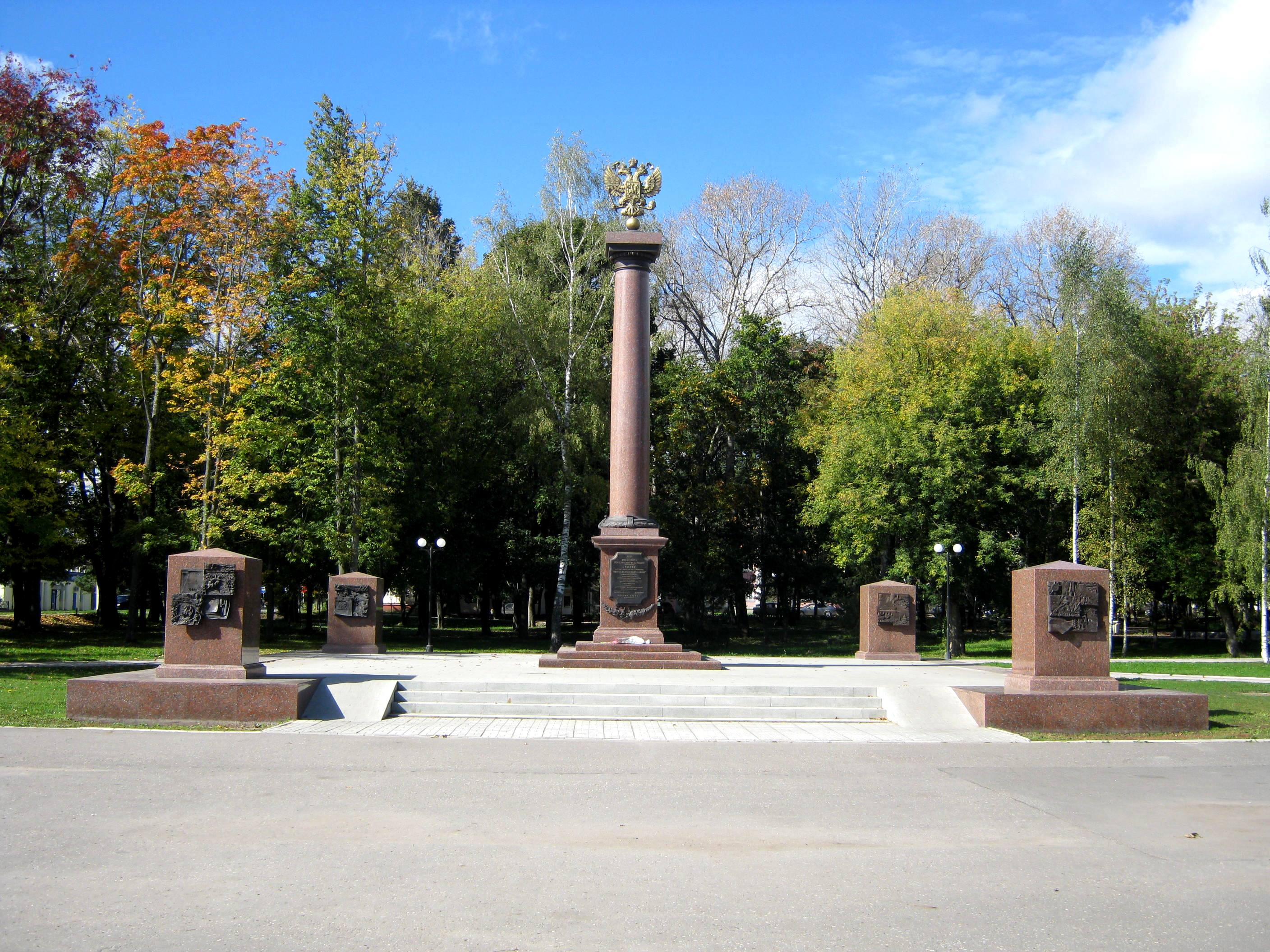
Стела «Город воинской славы»

- № 1/4 — Отделение Сбербанка России № 1559/064, мебельный салон «Браво», магазин «Техномир»
- № 2 — Городской отдел внутренних дел МВД РФ
- № 2/1 — Кофейня «Арабика»[2]
- № 6 — Детская поликлиника (бывший Горком КПСС)
- № 12 — МРЭО ОГИБДД ОВД Ржевского района
- № 13 — Страховая компания «МАКС», Областной фонд ипотечного кредитования
- № 14 — Развлекательный центр «Октябрь» (кинотеатр, боулинг)[3]
- № 16 — Ржевский почтамт УФПС Тверской области (телеграф, почта)
- № 17 — Супермаркет «КомпьютериЯ»

## Транспорт
Через площадь пролегают маршруты городских автобусов №: 2, 3, 3а, 4, 7, 15, 24

## Смежные улицы
- Улица Бехтерева
- Улица Александра Фролова
- Улица Кирова
- Советская улица
- Улица Ленина
- Пушкинская набережная